# Колин Маклорен
Колин Маклорен (енгл. Colin Maclaurin, фебруар 1698—14. јун 1746) био је шкотски математичар.
Рођен је у Килмадану у Аргајлу. Његов отац, пречасни Џон Маклорен, био је свештеник Глендерула и аутор ирске верзије Псалама. Колин је изгубио оца још док је био дете, а мајку пре него што је напунио девет година, па га је образовао ујак, пречасни Данијел Маклорен, свештеник Килфинана. Уписао је Универзитет у Глазгову када је имао 11 година, што тада није било неуобичајено; али дипломирање успешном одбраном тезе на тему Моћ гравитације са 14 година јесте било неуобичајено. Након дипломирања, остао је у Глазгову да студира богословију једно време, а 1717. године, са 19 година, након такмичења које је трајало десет дана, изабран је за професора математике на Марискал колеџу при Универзитету у Абердину.
Током одмора 1719. и 1721. године, отишао је у Лондон, где се упознао са сер Исаком Њутном, др Хоудлијем, др Семјуелом Кларком, Мартином Фоуксом и осталим значајним мислиоцима и примљен је у Краљевско друштво.
Године 1722, пошто је нашао компетентну особу да га мења у Абердину на одређено време, отпутовао је у континентални део Европе као тутор Џорџа Хјума, сина Александра Хјума, другог ерла Марчмонта. Током њиховог боравка у Лорени, написао је есеј Судар тела, који му је донео награду Краљевске академија наука 1724. године. По смрти свог ученика у Монпељеу, вратио се у Абердин.
Године 1725, постао је заменик професора математике у Единбургу, Џејмса Грегорија (брата Дејвида Грегорија и нећака познатијег Џејмса Грегорија), према препорукама Исака Њутна. Њутн је толико био импресиониран његовим радом, да је понудио да он исплаћује Маклоренову плату. 3. новембра те године, Маклорен је дошао на Грегоријево место. Маклорену се приписује подизање успостављање репутације тог универзитета као школе науке.
Прве чланове Маклореновог реда за неке тригонометријске функције дао је Мадхава из Сангамаграме у 14. веку у Индији. Ред је такође развио и објавио Џејмс Грегори, али Маклорен није био свестан тога и објавио га је у Methodus incrementorum directa et inversa.
Независно од Ојлера, открио је "Ојлер-Маклоренову формулу".
Године 1733, оженио се са Ен Стјуарт, ћерком Волтера Стјуарта, високи крунског службеника за Шкотску, са којом је имао седморо деце.
Активно се супротстављао Јакобитска побуна из 1745. године и надзирао је операције потребне за одбрану Единбурга од горштачке војске, али по њиховом уласку у град, морао је да побегне у Јорк, јер га је надбискуп Јорка позвао да живи са њим.
На путу ка југу, пао је са свог коња, а умор, забринутост и хладноћа којој је тада био изложен, проузроковале су да добије водену болест. Вратио се у Единбург након што су јакобити отишли јужно, али је умро убрзо по повратку.
Сахрањен је у Грејфрајарс Керкјарду, у Единбургу.
Нека од његових дела укључују:
- Geometria Organica - 1720.
- De Linearum Geometricarum Proprietatibus - 1720.
- Treatise on Fluxions - 1742. (763 стране у два тома. Први систематски приказ Њутнових метода.)
- Treatise on Algebra - 1748 (две године по смрти.)
- Account of Newton's Discoveries - недовршена и објављена 1750. или 1748. године (извори се разликују.)